# Denis Sergejewitsch Chodykin
Denis Sergejewitsch Chodykin (russisch Денис Сергеевич Ходыкин; * 6. Juli 1999 in Moskau) ist ein russischer Eiskunstläufer, der im Paarlauf startet.

## Karriere

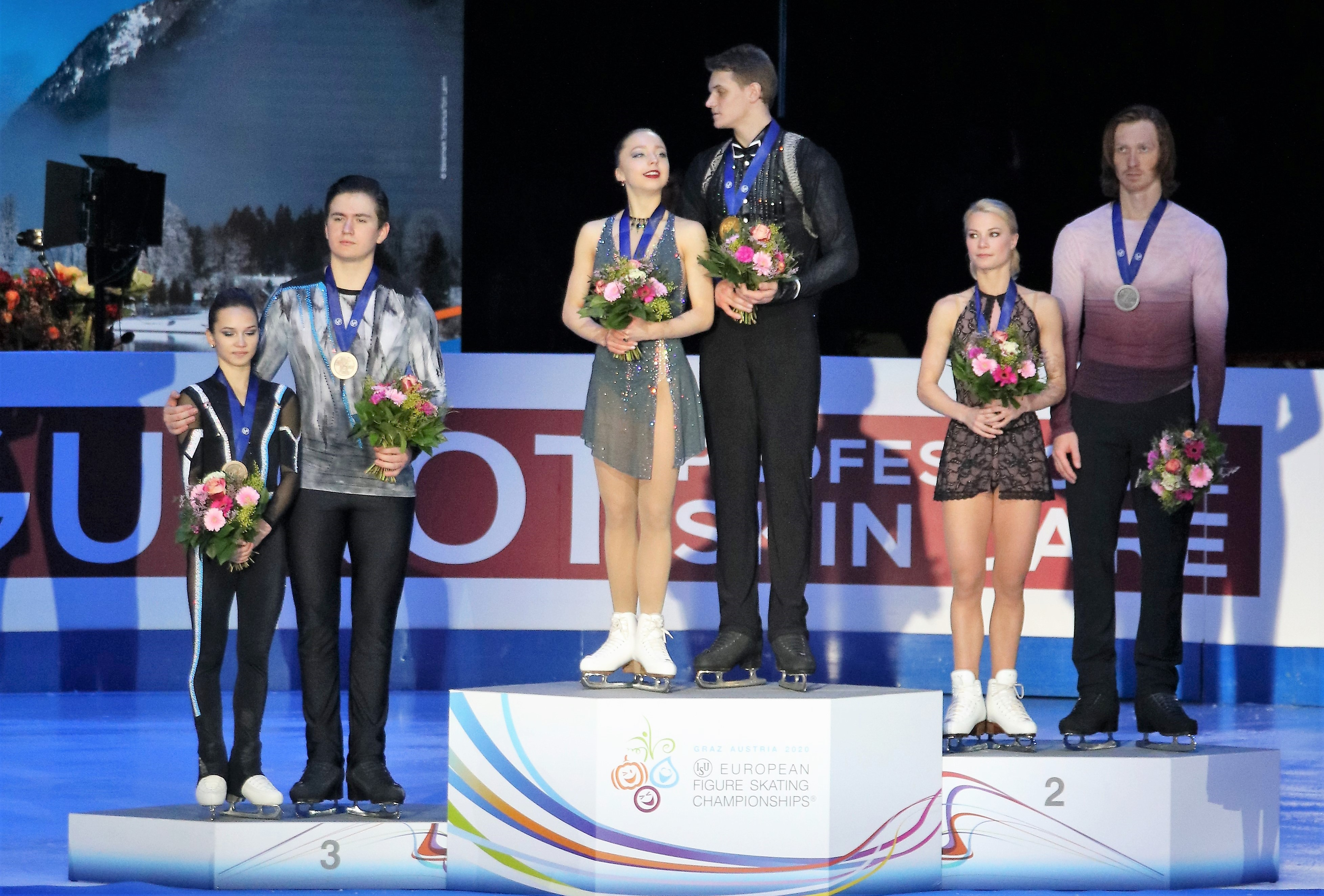
Chodykin und Pawljutschenko bei der Siegerehrung der EM 2020

Bis zur Saison 2017/18 trat Chodykin in internationalen Wettbewerben bei den Junioren an. Zusammen mit Darja Pawljutschenko wurde er 2018 Juniorenweltmeister.
In der Saison 2018/19 gewannen Chodykin und Pawljutschenko zwei Bronzemedaillen bei Wettbewerben der ISU-Grand-Prix-Serie. Sie qualifizierten sich dadurch für das Grand-Prix-Finale.
In der Saison 2019/20 qualifizierten sich Chodykin und Pawljutschenko durch zwei Silbermedaillen bei Grand-Prix-Wettbewerben erneut zur Teilnahme am Grand-Prix-Finale. Bei den Europameisterschaften 2020 gewannen sie die Bronzemedaille. Zur Teilnahme an den abgesagten Weltmeisterschaften 2020 war das Paar ebenfalls aufgestellt.

## Ergebnisse
Zusammen mit Darja Pawljutschenko im Paarlauf:
| Meisterschaft / Jahr           | 2019    | 2020    | 2021    |
| ------------------------------ | ------- | ------- | ------- |
| Europameisterschaften          | 5.      | 3.      |         |
| Russische Meisterschaften      | 4.      | 3.      | 3.      |
| Grand-Prix-Wettbewerb / Saison | 2018/19 | 2019/20 | 2020/21 |
| Grand-Prix-Finale              | 6.      | 6.      |         |
| Cup of Russia                  | 3.      |         |         |
| Helsinki                       | 3.      |         |         |
| Trophée Eric Bompard           |         | 2.      |         |
| Skate America                  |         | 2.      |         |

Zusammen mit Darja Pawljutschenko bei den Junioren im Paarlauf:
| Meisterschaft / Jahr                  | 2017    | 2018    |
| ------------------------------------- | ------- | ------- |
| Weltmeisterschaften                   |         | 1.      |
| Russische Meisterschaften             | 5.      | 1.      |
| Junior-Grand-Prix-Wettbewerb / Saison | 2016/17 | 2017/18 |
| Grand-Prix-Finale                     |         | 3.      |
| Baltic Cup                            |         | 2.      |
| Minsk Arena Cup                       |         | 1.      |